# Loch de Stenness
Le loch de Stenness avec le loch d'Harray est l'un des plus grands lacs d'eau douce du Mainland, Orcades. En vieux norrois, leurs noms sont respectivement Steinnesvatn  et Heraðvatn . Ils sont nommés pour les paroisses voisines de Harray et Stenness.
Il communique avec les courants de marée de Hoy Sound, à 5 kilomètres au nord de Stromness, et a quelque peu la forme de la lettre "V", avec deux bras 5,6 et 7,2 kilomètres long, réunis à angle aigu à environ 3 kilomètres à l'est-nord-est du point de communication avec les courants de marée. Il sert de toile de fond d'une grande partie de l'action du roman de Walter Scott, Le Pirate. Sur la presqu'île se trouvent les pierres levées de Stenness.